# Vnetni rak dojke
Vnetni rak dojke je redka oblika agresivnega, lokalno napredovalega raka dojke z značilno vnetno spremenjeno kožo na prizadeti dojki (pordela, otekla in otrdela, lahko daje vtis pomarančaste kože), s slabo omejenim ali netipnim tumorjem. V razvitem svetu predstavlja okoli 1 do 5 % vseh primerov rakov dojke. Gre sicer za vrsto invazivnega duktalnega raka dojke, vendar izkazuje drugačne simptome, ima drugačno prognozo in tudi pristopi zdravljenja se razlikujejo. Vnetni rak dojke nastane na novo v prej normalni dojki, redko pa sta prizadeti obe dojki. V redkih primerih lahko prizadene tudi moške.
Diagnoza temelji na kliničnem pregledu, bolezen pa se potrdi s histopatološkim pregledom vzorca tkiva (dojke in/ali pazdušne bezgavke, kože). V diferencialni diagnostiki prideta v poštev  celulitis dojke, mastitis.
V preteklosti je bila prognoza vnetnega raka dojke zaradi njegove agresivnosti zelo slaba. Povprečno preživetje bolnic z vnetnim rakom dojke je bilo leta 1924 na primer le tri mesece. Prognoza se je sčasoma zaradi novih možnosti zdravljenja podaljševala. Novejši pristopi k zdravljenju so doprinesli k znatno daljšemu preživetju. Danes vsaj tretjina bolnic živi desetlet ali dlje od diagnoze.

## Klinični znaki in simptomi
Za vnetni rak dojke so značilne vnetne spremembe na koži prizadete dojke; koža je pordela, otekla in otrdela, lahko daje vtis pomarančaste kože. Zaradi vnetja je lahko prizadeta dojka na otip toplejša. Do sprememb na dojki, ki se odražajo na koži, pride zaradi zastajanja limfe (mezge) v koži dojke, ker rakavo tkivo blokira mezgovnice v koži dojke in tako limfa ne more normalno odtekati iz tkiva. V dojki je lahko prisotna tipljiva zatrdlina, vendar je pogosteje tumor slabo omejen in netipen.
Dojka se lahko poveča, bolnica lahko občuti v prizadeti dojki občutek teže, pekočino, ali pa je dojka občutljivejša. Bradavica je lahko udrta. Opazne so lahko povečane bezgavke v bližini dojke, zlasti pod pazduho in ob ključnici.

## Diagnoza
Diagnoza vnetnega raka dojke je klinično-patološka. Sum na bolezen temelji na značilnem kliničnem videzu dojke. Za diagnozo vnetnega raka dojke mora biti vnetno prizadeta vsaj tretjina kože dojke. Bolezen se potrdi s histopatološkim pregledom vzorca tkiva (dojke in/ali pazdušne bezgavke, kože). Vzorec tkiva se odvzame z debeloigelno biopsijo, bioptični vzorec pa je osnova za določitev hormonskega in HER2-statusa.
Med slikovnimi tehnikami sta standardni diagnostični preiskavi bilateralna mamografija ter ultrazvok dojk in območnih bezgavčnih lož; v nekaterih primer se opravi tudi magnetnoresonančna preiskava.

## Stadiji vnetnega raka dojke
Vnetni rak dojke je ob diagnozi že vedno lokalno napredoval, saj vedno prizadene tudi kožo, in je zato vsaj v III. stadiju. Kadar so prisotni tudi oddaljeni zasevki, gre za IV. stadij. Ob diagnozi je približno tretjina primerov vnetnega raka dojke že razsejana oziroma v IV. stadiju.

## Zdravljenje
Zdravljenje je odvisno od značilnosti in napredovalosti raka. Zdravljenje nerazsejanega vnetnega raka (III. stadij) se običajno začne s predoperativnim zdravljenjem s citostatiki (antraciklini + taksani). Pred zdravljenjem se kot pri drugih rakih dojke določi tudi status hormonskih receptorjev in receptorjev HER2. Če gre za HER2-pozitiven rak, se predoperativni citostatični shemi doda tudi zdravilo s protitelesi proti HER2. Če se bolnica odzove na predoperativno zdravljenje in če rdečina izgine, tumor pa postane operabilen, sledi operativno zdravljenje (modificirana radikalna mastektomija: odstranitev dojke in pazdušnih bezgavk). Lumpektomija (samo odstranitev tumorja) ali mastektomija z ohranitvijo kože se ne priporočata. Tudi mastektomija s takojšnjo rekonstrukcijo dojke se odsvetuje. Možna je t. i. odložena rekonstrukcija čez nekaj let, ko mine nevarnost ponovitve, do katere pride pri tej vrsti raka dojke v prvih dveh letih zdravljenja pri več kot polovici bolnic. Takojšnje kirurško zdravljenje brez predhodnega predoperativnega zdravljenja je kontraindicirano, saj so izidi slabši.
Po operaciji sledi obsevanje. Pri hormonsko pozitivnem zdravljenju se po operaciji daje še adjuvantno hormonsko zdravljenje, pri HER2-pozitivnem raku pa enoletnega zdravljenja s terapijo anti-HER2. Če je tumor trojno negativen (ne izraža nobenega od obeh hormonskih receptorjev, estrogenskega ali progesteronskega, in ne receptorja HER2) in če je po predoperativnem citostatičnem zdravljenju tumor še vedno prisoten, se razmisli o dopolnilni kemoterapiji s kapecitabinom.
Pri zdravljenju razsejanega invazivnega raka dojke (IV. stadij) se uporablja sistemsko zdravljenje (s citostatiki in tarčnimi zdravili glede na značilnosti tumorja). Pozneje v poteku bolezni lahko pride v poštev paliativno obsevanje primarnega tumorja ali oddaljenih tkiv z zasevki. Kirurško zdravljenje se pri razsejani bolezni uporablja izjemoma, in sicer kot paliativen poseg.